# والتر بورك
والتر بورك (بالإنجليزية: Walter Burke)‏ مواليد 25 أغسطس 1908 في بروكلين، نيويورك، الولايات المتحدة - الوفاة 4 أغسطس 1984 في لوس أنجلوس، كاليفورنيا، الولايات المتحدة، هو ممثل أمريكي بدأ مسيرته الفنية سنة 1925. امتدت مسيرته الفنية لأكثر من 56 عاما.

## الأعمال
- المدينة العارية
- كل رجال الملك
- جاك قاتل العملاق
- كيف غلب الغرب
- سيدتي الجميلة

## روابط خارجية
- والتر بورك على موقع IMDb (الإنجليزية)
- والتر بورك على موقع تيرنر كلاسيك موفيز (الإنجليزية)
- والتر بورك على موقع أول موفي (الإنجليزية)
- والتر بورك على موقع قاعدة بيانات برودواي على الإنترنت (الإنجليزية)
- والتر بورك على موقع قاعدة بيانات الفيلم (الإنجليزية)